# Przednia (Karkonosze)
Przednia (niem. Hinterberg, 603 m n.p.m.) – szczyt w Karkonoszach, w obrębie Lasockiego Grzbietu.
Przednia jest najdalej na wschód położonym szczytem Lasockiego Grzbietu. Leży w bocznym ramieniu, odchodzącym ku północnemu wschodowi od Kopiny, na południe od Miszkowic. Na zachodzie łączy się z Książęcą Kostką. Na wschodzie opada do sztucznego zbiornika Bukówka.
Zbudowana ze skał metamorficznych wschodniej osłony granitu karkonoskiego – głównie z gnejsów i amfibolitów.
Masyw Przedniej jest w całości odsłonięty.